# Kazimierz Chrabelski
Kazimierz Chrabelski (ur. 1921, zm. 23 stycznia 2001) – polski architekt, urbanista, projektant parków, odznaczony Brązową Odznaką SARP.

## Życiorys
Kazimierz Chrabelski uczestniczył w kampanii wrześniowej. W 1939 dostał się do niewoli, z której uciekł w październiku wydostając się ze szpitala dla jeńców. Następnie pracował do 1942 w Wydziale Plantacji Zarządu Miasta Warszawy i wraz z żoną działał w AK. Od 1943 z żoną i synem przebywał w majątku SGGW w Skierniewicach. Po zakończonej II wojny światowej, rodzina zamieszkała w Rzgowie, a Chrabelscy pracowali jako nauczyciele w Wyższej Szkole Gospodarstwa Wiejskiego w Łodzi. W latach 60. XX w. przygotowywał wraz żoną wstępną koncepcję Ogrodu Botanicznego w Łodzi, założenia i projekt wstępny adaptacji i rozbudowy parku im. Mickiewicza w Łodzi, projekt planu zagospodarowania przestrzennego dla Łodzi. Ponadto na koncie ma liczne projekty parków w Łodzi oraz na osiedlach górniczych w okolicach Katowic. Był autorem cennika drzew oraz kompleksowego programu ochrony środowiska dla aglomeracji łódzkiej. W 1976 przeszedł na emeryturę, podczas której prowadził zajęcia z architektury na Politechnice Łódzkiej.
Kazimierz Chrabelski był członkiem oddziału łódzkiego Stowarzyszenia Architektów Polskich oraz Towarzystwa Urbanistów Polskich.

### Życie prywatne
Kazimierz Chrabelski miał 4 braci: Stanisława Chrabelskiego – architekta, Klemensa Chrabelskiego – śpiewaka operowego oraz Jana Chrabelskiego – rolnika. Rodzina Chrabelskich mieszkała w Rzgowie przy ul. Tuszyńskiej 6.
Był 2-krotnie żonaty. Jego pierwszą żoną była Irena, którą poznał podczas studiów i z którą miał syna – Tomasza (ur. 1943). Chrabelski zajmował się amatorsko malarstwem.
Został pochowany na cmentarzu w Skierniewicach.

## Realizacje
Jest autorem projektów obiektów takich jak m.in.:
- park w Żelazowej Woli (współautor)[1],
- Park Miejski w Tomaszowie Mazowieckim[2];
- Park Staromiejski w Łodzi (1951-1953)[2];
- Park im. Gen. M. Zaruskiego w Łodzi (1954);
- stadion sportowy w Rzgowie (1956, zaprojektowany społecznie)[1];
- Park im. gen. J. Dąbrowskiego w Łodzi (1960);
- Park Szarych Szeregów w Łodzi (1961-1964);
- Park Miejski w Brzezinach (1964, wraz z J. Majerskim)[4].

## Konkursy
- na projekt zagospodarowania przestrzennego terenu centrum Włocławka (1971, wyróżnienie III stopnia, współautorzy: Eugeniusz Kasprzak, Janusz Klimecki, Aleksander Śliwiński);
- na ogród botaniczny w Pawłowicach (1977, wyróżnienie, współautor: Mirosław Wiśniewski);
- na rozwiązanie urbanistyczne węzła komunikacyjnego centrum zachodniej dzielnicy mieszkaniowej we Wrocławiu (1984, I nagroda, wraz z zespołem)[2].